# 福菜

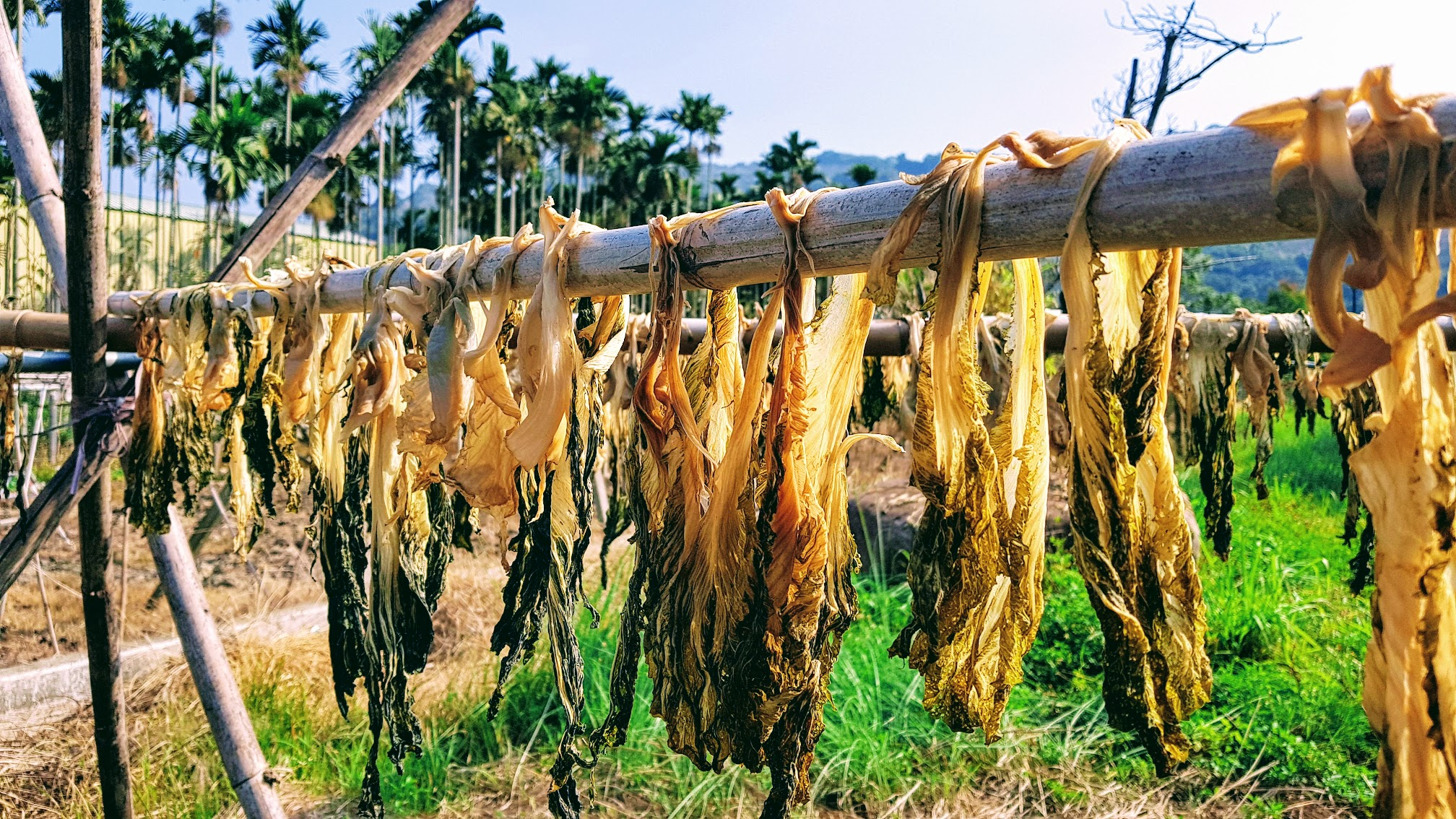
製作客家福菜

福菜或稱為仆菜、覆菜，是加鹽醃漬過的酸菜，經由陰乾日曬的加工，在水分尚未完全乾燥時，塞入玻璃瓶（臺灣農家常使用臺灣菸酒公司的米酒玻璃瓶），或裝入大型菜甕中。密封後等待酸菜自然發酵，約30天的時間，就可成為客家福菜，不同於客家原鄉的乾鹹菜（梅菜）和水鹹菜（鹹菜或酸菜），福菜是來台客家人發展的醃製技術。
客家福菜在每年八月水稻第二季後開始整地，每年九月中開始種植，種植的芥菜品種為大芥菜，當大芥菜種植55~60日後，就可以開始採收醃漬。
芥菜的醃漬是苗栗公館客家庄的大盛事，總是一群一群戴著斗笠的婦女在田中砍菜，砍完後的芥菜需要在田中曝曬1-3天將菜曬軟，避免醃漬時菜葉因為過脆造成芥菜的損傷。曬軟的芥菜靠著一群群婦女彎腰撿拾到由客家漢子駕駛的搬運車中，一台台的載回工廠其實就是農家大院中醃漬。

## 外部連結
- （繁體中文）福菜製作 （页面存档备份，存于）
- （繁體中文）客家鮮筍福菜布袋雞[永久]